# 菊田一夫演劇賞
菊田一夫演劇賞（きくたかずお えんげきしょう）は、劇作家菊田一夫の功績を記念し、演劇界の発展のため、東宝が1975年に創設した日本の演劇賞である。
1975年から協賛していた映画演劇文化協会が、2008年から主催を行っている。
菊田一夫は東宝演劇部に所属し、演劇において『放浪記』、『がめつい奴』などで一世を風靡した。また、日本で初めてブロードウェイ・ミュージカルを上演し（『マイ・フェア・レディ』）、世界で初めて『風と共に去りぬ』を舞台化した人物でもある。
その年4月1日から翌年3月31日まで東京で上演された演劇作品から、「菊田一夫演劇賞選考委員会」により選考が行われ、毎年4月に授賞式が行われる。

## 受賞者一覧
名前の後は受賞対象となった作品・対象。
| 回 | 年度   | 演劇大賞                                                                                        | 演劇賞 | 特別賞 |
| -- | ------ | ----------------------------------------------------------------------------------------------- | --- | --- |
| 1  | 1975年 | ―                                                                                               | 小幡欣治「安来節の女」「にぎにぎ」 | 益田喜頓 真木小太郎 大庭三郎 |
| 2  | 1976年 | 森繁久彌「屋根の上のヴァイオリン弾き」                                                          | 十朱幸代「おしの」「おたふく物語」 内山恵司「千姫曼荼羅」「丙午」 | 宝塚歌劇団「ベルばらシリーズ」 パディー・ストーン「宝塚歌劇 ハッピー・トゥモロー」振り付け |
| 3  | 1977年 | ―                                                                                               | 水谷良重「滝の白糸」「祇園の女」 友竹正則「ラ・マンチャの男」「ファンタスティックス」 清水郁子「やどかり」「菊桜」 大藪郁子「ながれぶし」「紀の川」 | 三木のり平 織田音也 |
| 4  | 1978年 | 秋元松代「近松心中物語」                                                                        | 蜷川幸雄「近松心中物語」 菅原謙次「大寺学校」「深川年増」 淀かおる「屋根の上のヴァイオリン弾き」 井川比佐志「おさん」「寒椿」 | ― |
| 5  | 1979年 | ―                                                                                               | 藤間紫「男の紋章」「おさん茂兵衛」 酒井光子「おやじの女」 横澤祐一「草燃える」 尾藤イサオ「ファニー・ガール 」 | 岩谷時子 |
| 6  | 1980年 | 長谷川一夫「東宝歌舞伎」                                                                        | 草笛光子「和宮様御留」「女たちの忠臣蔵」 倍賞千恵子「屋根の上のヴァイオリン弾き」 三津田健「ドレッサー」 児玉利和「カール物語」「一絃の琴」 | 佐谷功「日劇ダンシングチーム」 山本紫朗「日劇ステージ・ショウ」 |
| 7  | 1981年 | 森光子「放浪記」                                                                                | 奈良岡朋子「放浪記」「南の風」 鳳蘭「スウィーニー・トッド」 仲谷昇「二階の女」 佐藤富造「放浪記」「むかしも今も」 | 浜田右二郎 成田菊雄 |
| 8  | 1982年 | 山田五十鈴「たぬき 前・後編」                                                                   | 金田龍之介「滝沢家の女たち」 池内淳子「おさん」 順みつき「キャバレー」 丸山博一「横浜どんたく」 | ― |
| 9  | 1983年 | 佐久間良子「唐人お吉」「松屋のお琴」                                                            | 曾我廼家鶴蝶「香華」 上月晃「ラ・マンチャの男」 いまむらいづみ「エリザベス・サンダースホーム物語―ママちゃま―」 山口勝美「たぬき 前・後編」「孤愁の岸」 | 白井鐵造 長年の宝塚歌劇に対する貢献 島田正吾 長年にわたる舞台演技 「細雪」上演関係者一同 |
| 10 | 1984年 | 芦屋雁之助「裸の大将放浪記」「佐渡島他吉の生涯」                                                | 淡島千景「紅梅館おとせ」 英太郎「注文帳」 遥くらら「櫻の園」 二宮弘子「芝櫻」 | 東宝ゆかた会10周年に対する努力 辻村ジュサブロー 「恐怖時代」の衣裳デザイン 高木史朗 長年の宝塚歌劇に対する貢献 |
| 11 | 1985年 | ―                                                                                               | 八千草薫「女系家族」「エドの舞踏会」 堀越真「エドの舞踏会」 山田芳夫「女系家族」「お葬式」 一條久枝「婦系図」 | 一の宮あつ子 長年の舞台の功績 サミー・ベイス及び「屋根の上のヴァイオリン弾き」 初演以来の出演者（森繁久彌・賀原夏子・三上直也・淀かおる・坂上道之助・今村堅洸・須賀不二男・宮琢磨・高橋郁子・益田喜頓） 初演以来20年に渡る貢献 |
| 12 | 1986年 | 平岩弓枝「三味線お千代」「真夜中の招待状」                                                      | 井上孝雄「遥かなり山河―白虎隊異聞―」 吉田日出子「ドタ靴はいた青空ブギー」 藤木孝「ロッキー・ホラー・ショー」「ブラック・コメディ」 巌弘志「三味線お千代」                                                                                                  | 竹内京子 長年の舞台の功績 |
| 13 | 1987年 | 京マチ子「黄昏」                                                                                | 赤木春恵「お嫁に行きたい!!」「三婆」 松山政路「さぶ」「女坂」 桜田淳子「女坂」 青木玲子「放浪記」 | ― |
| 14 | 1988年 | 小幡欣治「恍惚の人」「夢の宴」                                                                  | 乙羽信子「流れる」「古都憂愁」 田村高廣「新版 香華」 小柳ルミ子「セイムタイム・ネクストイヤー」 内山恵司「流れる」「淀どの日記」 | ― |
| 15 | 1989年 | 浜木綿子「人生は、ガタゴト列車に乗って…」                                                       | 大地真央「マイ・フェア・レディ」 大空眞弓「人生は、ガタゴト列車に乗って…」 西郷輝彦「蘆火野」 矢吹寿子「華岡青洲の妻」 | 渡辺正男 永年の東宝演劇ならびに宝塚歌劇の舞台装置における功績 |
| 16 | 1990年 | 三木のり平「放浪記」「雪之丞変化」                                                              | 新珠三千代「細雪」「真夜中の招待状」 波乃久里子「大つごもり」「遊女夕霧」 伊東四朗「雪之丞変化」 三上直也「栄花物語」「松のや露八」 | 「放浪記」初演以来の出演者 （森光子・小鹿番・青木玲子・児玉利和・佐藤富造・高橋郁子） 初演以来116回に渡る貢献 |
| 17 | 1991年 | 藤間紫「濹東綺譚」                                                                              | 三田和代「がめつい奴」 冨田恵子「女三の宮」「芝櫻」 小池修一郎「華麗なるギャツビー」 今井清隆「レ・ミゼラブル」 | 丸山弘 永年の小道具製作ならびに公演における功績 |
| 18 | 1992年 | 市村正親「ミス・サイゴン」                                                                      | 山岡久乃「流水橋」 山本學「雁金屋草紙」「晩菊」 剣幸「蜘蛛の巣」 杜けあき「ヴァレンチノ」「忠臣蔵」 | 今井直次 永年の舞台照明における功績 阿部米子 永年の衣裳の政策ならびに衣裳における功績 |
| 19 | 1993年 | ―                                                                                               | 山本陽子「おはん」 中田喜子「御いのち」 小鹿番「ゆずり葉」 寺本建雄「サラリーマンの金メダル」「男のロマン女のフマン」 小幡欣治「熊楠の家」 「ミス・サイゴン」上演関係者一同                                                                                | ― |
| 20 | 1994年 | ―                                                                                               | 林与一「唐人お吉」「おしの」 大路三千緒「菊がさね」「藏」 謝珠栄「Yesterday is…here」「LAST DANCE」 荒井洸子「マイ・フェア・レディ」「屋根の上のヴァイオリン弾き」                                                                                         | 劇団四季 「キャッツ」を始めとするミュージカル公演の成果 |
| 21 | 1995年 | 鳳蘭「ラ・マンチャの男」「ラヴ」                                                                | 南風洋子「新版 香華」 島田歌穂「シー・ラヴズ・ミー」 曾我廼家文童「駕籠や捕物帳」 下村由理恵「回転木馬」 | 石濱日出雄 永年の日劇及び宝塚歌劇を始めとする舞台美術における功績 |
| 22 | 1996年 | 劇団東宝現代劇七十五人の会による「熊楠の家」の上演の成果                                        | 江原真二郎「晩菊」 一路真輝「エリザベート」「王様と私」 光本幸子「明治の雪」「女優」 斎藤憐「カナリア 西條八十物語」 | 中村哮夫 永年のミュージカルにおける演出の功績 |
| 23 | 1997年 | 松本幸四郎 「ラ・マンチャの男」上演750回を達成し、上演のたびに見事に磨き上げてゆく演技の成果    | 野田秀樹 シアター・コクーン7・8月公演「キル」 富司純子「祇園の姉妹」 淡路恵子「もず」 村田美佐子「ジンジャー・ブラッド・レディ」 | 柴田侑宏 永年の宝塚歌劇に対する貢献 |
| 24 | 1998年 | 「ローマの休日」スタッフ・出演者一同 高い舞台成果                                               | 浅丘ルリ子「にごり江」 加藤治子「三婆」 沢口靖子「藏」 大川婦久美「藏」 | 鹿賀丈史 「レ・ミゼラブル」の初演以来舞台の中核として活躍してきた功績 滝田栄 「レ・ミゼラブル」の初演以来舞台の中核として活躍してきた功績                                                                                      |
| 25 | 1999年 | 池内淳子「月の光」「三婆」                                                                      | 麻実れい「二十世紀」「恋の三重奏」「リトルナイト・ミュージック」 上條恒彦「ラ・マンチャの男」 堀井康明「月の光」「天翔ける虹」 竹内幸子「雪国」 | 山内晴雄 永年の舞台照明における功績 |
| 26 | 2000年 | 「エリザベート」スタッフ・出演者一同 高い舞台成果                                               | 泉ピン子「渡る世間は鬼ばかり」 渡辺徹「功名が辻―山内一豊の妻―」「あかさたな」 寺島しのぶ「ピカドン・キジムナー」「グリークス」 下山田ひろの「熊楠の家」 | 春日野八千代 永年の宝塚歌劇・日本舞踊への貢献 松本悠里 永年の宝塚歌劇・日本舞踊への貢献 |
| 27 | 2001年 | 十朱幸代「悪女について」「マディソン郡の橋」                                                    | 杉浦直樹「あ・うん」 斎藤由貴「空のたあさま」 坂口良子「質屋の女房」 大塚道子「放浪記」「いのち燃ゆるとき―開化のおんなたち―」 | 植田紳爾 宝塚歌劇を21世紀に向けて大きく発展させた功績 藤岡琢也 永年の舞台の功績 |
| 28 | 2002年 | 「モーツァルト!」スタッフ・出演者一同 高い舞台効果                                              | 北大路欣也「佐渡島他吉の生涯」 山田和也「チャーリーガール」「ジキル&ハイド」「ミー&マイガール」 星由里子「佐渡島他吉の生涯」 轟悠「風と共に去りぬ」 | ジャニー喜多川（2023年10月18日受賞取消） 永年のショービジネスに対する多大な情熱と功績 |
| 29 | 2003年 | 山口祐一郎「エリザベート」「レ・ミゼラブル」                                                    | 松平健「用心棒」 高畑淳子「越路吹雪物語」 藤真利子「プワゾンの匂う女」 和央ようか「BOXMAN」 花總まり「BOXMAN」 森光子 1700回を越える「放浪記」の輝かしい舞台の成果                                                                                         | ― |
| 30 | 2004年 | 「ミス・サイゴン」スタッフ・出演者一同 高い舞台成果                                             | 段田安則「おもろい女」「幻に心もそぞろ狂おしのわれら将門」 大浦みずき「ナイン」「NEVER GONNA DANCE」 永吉京子「細雪」「三婆」 | 橋田壽賀子 芸術座の歴史において一ジャンルを築き上げた創作活動の成果 石井ふく子 芸術座の歴史において一ジャンルを築き上げた創作活動の成果                                                                                        |
| 31 | 2005年 | 鹿賀丈史「ジキル&ハイド」「レ・ミゼラブル」                                                     | 内野聖陽「ベガーズ・オペラ」「エリザベート」 マルシア「ジキル&ハイド」 新妻聖子「サド侯爵夫人」「21C:マドモアゼル・モーツァルト」 浦井健治「アルジャーノンに花束を」「マイ・フェア・レディ」                                                               | 山口琇也 歌唱指導と音楽監督による永年のミュージカルへの功績 |
| 32 | 2006年 | ―                                                                                               | 大竹しのぶ「スウィニー・トッド」 村井国夫「エリザベート」「ミー&マイガール」 笹本玲奈「ミー&マイガール」「マリー・アントワネット」 紅貴代「鶴八鶴次郎」「華岡青洲の妻」                                                                                    | 吉﨑憲治 永年の宝塚歌劇における音楽の功績 羽山紀代美 永年の宝塚歌劇における振付の功績 |
| 33 | 2007年 | 「Endless SHOCK」スタッフ・出演者一同 高い舞台効果                                              | 涼風真世「マリー・アントワネット」「イーストウィックの魔女たち」「モーツァルト!」 井上芳雄「モーツァルト!」「ウェディング・シンガー」「ロマンス」 堀内敬子「コンフィダント・絆」「恐れを知らぬ川上音二郎一座」 鈴木裕美「宝塚BOYS」「ハレルヤ!」           | 堺正章 永年の舞台の功績 |
| 34 | 2008年 | 「スカーレット・ピンパーネル」スタッフ・出演者一同 高い舞台成果                                 | 保坂知寿「デュエット」「スーザンを探して」 シルビア・グラブ 「レベッカ」 吉野圭吾 「宝塚BOYS」「傾く首〜モディリアーニの折れた絵筆〜」 玉野和紀「THE TAP GUY」                                                                                             | ジョン・ケアード 永年の日本演劇に対する貢献 |
| 35 | 2009年 | 小池修一郎 「エリザベート-愛と死の輪舞-」 「太王四神記 Ver.II」 「カサブランカ」 「キャバレー」 | 松たか子「ジェーン・エア」 石井一孝「マイ・フェア・レディ」、「蜘蛛女のキス」 香寿たつき「天翔ける風に」、「シェルブールの雨傘」 今村ねずみ「キサラギ」、「THE 39 STEPS」                                                                                  | 松竹・劇団新派 長年の伝統を踏まえ、09年の充実した舞台成果 堀尾幸男 長年の舞台美術に対する貢献 |
| 36 | 2010年 | 平幹二朗 ミシマダブル「サド侯爵夫人」 「イリアス」                                              | 山崎育三郎「モーツァルト!」 大塚千弘「レベッカ」、「ゾロ ザ・ミュージカル」 山路和弘「宝塚BOYS」、「アンナ・カレーニナ」 マキノノゾミ「ローマの休日」 | 大地真央 600回を超える「マイ・フェア・レディ」のイライザ役での輝かしい舞台の成果 |
| 37 | 2011年 | 三谷幸喜 「国民の映画」「ベッジ・パードン」「90ミニッツ」                                       | 米倉涼子「風と共に去りぬ」 石丸幹二「G・G・R グレンギャリー・グレン・ロス」、「GOLD〜カミーユとロダン」、「ジキル&ハイド」 瀬奈じゅん「三銃士」、「ニューヨークに行きたい!!」、「ビューティフル・サンデイ」 柚希礼音「オーシャンズ11」                     | こまつ座 井上ひさしの優れた演劇世界を、演劇人の良心に注いで作り上げた永年の舞台製作における功績 司葉子 今年度の「女の一生」の堤しず役の演技を含む、永年の舞台の功績                                                            |
| 38 | 2012年 | 藤山直美、高畑淳子 「ええから加減」                                                             | 安蘭けい「サンセット大通り」、「アリス・イン・ワンダーランド」 加藤健一「バカのカベ〜フランス風〜」、「八月のラブソング」 坂本真綾「ダディ・ロング・レッグズ 〜足ながおじさんより〜」 松井るみ「英国王のスピーチ」「ロックオペラ モーツァルト」            | 浜木綿子 芸能生活60年を数える、永年の舞台の功績 黒柳徹子 永年の翻訳劇に対する情熱と功績 |
| 39 | 2013年 | 『レ・ミゼラブル』出演者・スタッフ一同                                                          | 宮沢りえ「MIWA」 中村勘九郎「さらば八月の大地」、「真田十勇士」 田代万里生「トゥモロー・モーニング」、「スクルージ」 栗山民也「木の上の軍隊」、「マイ・ロマンティック・ヒストリー〜カレの事情とカノジョの都合〜」、「それからのブンとフン」                | 草笛光子 永年の舞台の功績 |
| 40 | 2014年 | 宝塚歌劇団宝塚歌劇100周年の一連の舞台の成果                                                     | 森公美子「シスター・アクト〜天使にラブ・ソングを〜」 佐々木蔵之介「ロンドン版 ショーシャンクの空に」 濱田めぐみ「カルメン」、「メンフィス」 ケラリーノ・サンドロヴィッチ「パン屋文六の思案〜続・岸田國士一幕劇コレクション」、「三人姉妹」                 | 渡辺美佐子 今年度の「黄昏にロマンス－ロディオとリンダの場合－」のリダ役の演技を含む、永年の舞台の功績 |
| 41 | 2015年 | 花總まり「エリザベート」                                                                        | 梅沢昌代「ピアフ」 駒田一「ラ・マンチャの男」、「レ・ミゼラブル」、「ダンス・オブ・ヴァンパイア」 ソニン「RENT」、「トロイラスとクレシダ」、「ダンス・オブ・ヴァンパイア」 小川絵梨子「夜想曲集」「RED」「スポケーンの左手」                               | 竜真知子 永年のミュージカルにおける訳詞の功績 |
| 42 | 2016年 | 麻実れい「8月の家族たち August:Osage County」「炎 アンサンディ」                                | 中川晃教「ジャージー・ボーイズ」 小池徹平「1789」、「キンキーブーツ」 新橋耐子「食いしん坊万歳!」 藤田俊太郎「ジャージー・ボーイズ」「手紙2017」 | 勝柴次朗 永年の舞台照明デザインにおける功績 |
| 43 | 2017年 | 「ビリー・エリオット〜リトル・ダンサー〜」上演関係者一同                                        | 城田優「ブロードウェイと銃弾」 戸田恵子「Sing a Song」 神田沙也加「キューティ・ブロンド」 原田諒「ベルリン、わが愛」「ドクトル・ジバゴ」 | 甲斐正人 永年の作曲及び音楽活動における功績 |
| 44 | 2018年 | 大竹しのぶ「ピアフ」                                                                            | 橋爪功「Le Père 父」 若村麻由美「チルドレン」 古川雄大「モーツァルト!」「マリー・アントワネット」「ロミオ&ジュリエット」 生田絵梨花「モーツァルト!」「ナターシャ・ピエール・アンド・ザ・グレート・コメット・オブ・1812」                                   | 髙田次郎 永年の松竹新喜劇における舞台の功績 |
| 45 | 2019年 | 堂本光一20年にわたり「SHOCK」シリーズを牽引してきた功績                                         | 岡本健一「海辺のカフカ」「終夜」 川平慈英「ビッグ・フィッシュ」 高橋一生「絢爛豪華 祝祭音楽劇『天保十二年のシェイクスピア』」 朝夏まなと「Little Women -若草物語-」「天使にラブ・ソングを～シスター・アクト～」                                            | 酒井澄夫 永年の宝塚歌劇における作・演出の功績 |
| 46 | 2020年 | 風間杜夫「セールスマンの死」「女の一生」「白昼夢」                                              | 加藤和樹「ローマの休日」「BARNUM／バーナム」 海宝直人「アリージャンス～忠誠～」「TOHO MUSICAL LAB．Happily Ever After」 咲妃みゆ「NINE」「GHOST」 高畑充希「ウェイトレス」                                                                                 | 鳳蘭 「屋根の上のヴァイオリン弾き」をはじめとする永年の演劇界への功績 |
| 47 | 2021年 | 「千と千尋の神隠し」上演関係者一同                                                              | 佐藤B作「サンシャイン・ボーイズ」 土居裕子「リトルプリンス」 木下晴香「モーツァルト！」「王家の紋章」「彼女を笑う人がいても」 森新太郎「ジュリアス・シーザー」「冬のライオン」                                                                             | 松本白鸚 「ラ・マンチャの男」の主演を半世紀以上にわたり務めた功績 |
| 48 | 2022年 | 「ハリー・ポッターと呪いの子」上演関係者一同                                                    | 天海祐希「広島ジャンゴ2022」「薔薇とサムライ2 －海賊女王の帰還－」 望海風斗「ネクスト・トゥ・ノーマル」「ガイズ＆ドールズ」「ドリームガールズ」 坂本昌行「THE BOY FROM OZ」「凍える」 瀬戸山美咲「スラムドッグ＄ミリオネア」「ザ・ビューティフル・ゲーム」 | 渥美博 永年の舞台におけるアクション指導の功績に対して |
| 49 | 2023年 | 「ラグタイム」上演関係者一同                                                                    | 柿澤勇人「スクールオブロック」「オデッサ」 宮澤エマ「ラビット・ホール」「オデッサ」 三浦宏規「のだめカンタービレ」「赤と黒」「千と千尋の神隠し」 ウォーリー木下「チャーリーとチョコレート工場」「町田くんの世界」                                          | 前田美波里 永年のミュージカルの舞台における功績に対して |
| 50 | 2024年 | 栗山民也「オーランド」「ファンレター」                                                          | 明日海りお「王様と私」「昭和元禄落語心中」 長澤まさみ「正三角関係」 甲斐翔真「ムーラン・ルージュ！ザ・ミュージカル」「ネクスト・トゥ・ノーマル」 上田一豪「この世界の片隅に」「HERO THE MUSICAL」                                                          | 伊東四朗 永年の舞台における功績に対して 林与一 永年の舞台における功績に対して |

この他、第1回のみ新人賞があり、安宅忍（「山彦ものがたり」「真砂屋お峰」）、木の実ナナ（「真夏の夜の夢」）が受賞した。